# Chrysosplenium oxygraphoides
Chrysosplenium oxygraphoides är en stenbräckeväxtart som beskrevs av Hand.-mazz.. Chrysosplenium oxygraphoides ingår i släktet gullpudror, och familjen stenbräckeväxter. Inga underarter finns listade i Catalogue of Life.